# Universidad Tecnológica del Centro
La Universidad Tecnológica del Centro (UNITEC) es una de las principales universidades privadas del Estado Carabobo en la Región Central de Venezuela. Tiene su sede principal en la ciudad de Guacara, y al noroeste de Valencia. Sus actividades académicas comenzaron el 27 de septiembre de 1981.

## Historia
Es en el ambiente de la sociedad civil carabobeña, entre 1975 y 1976, la disposición efectiva de darle respuesta a las necesidades más sentidas de la colectividad. Es entonces cuando se organizan reuniones institucionales con el objeto de inventariar aquellas necesidades. De aquellos cónclaves surgía, siempre, la idea de crear un centro de educación superior de naturaleza privada, que contribuyera con la labor pública que el Estado venía desarrollando exitosamente en la Universidad de Carabobo. 
La idea emprende de un ánimo colectivo y dos instituciones se ofrecen como punta de lanza para la realización de aquel sueño: la Cámara de Comercio de Valencia y el Dividendo Voluntario para la Comunidad. El presidente de la Cámara de Comercio era, entonces, Ángel Reinaldo Ortega; quien era acompañado en su condición de directora de Recursos Humanos de la Cámara por una mujer de grandes empresas: Frida Añez. La Gerente General de Dividendo Voluntario para la Comunidad, era Consuelo González Cortés. 
De la idea promotora se pasó a la creación de la Fundación Universidad Tecnológica del Centro que, en términos estrictamente legales, es figura jurídica propietaria de la universidad. González recordaba el acto con satisfacción, como quien rememora un momento luminoso: “Fue un acto muy lúcido, toda la ciudad se hizo presente, fue un momento muy especial. Entonces no se había dado todo este boom de las universidades privadas y los tecnológicos: nosotros marcamos una pauta y nacimos como una institución diferente y así nos hemos mantenido”.  
Luego, González ofreció una definición, unos paradigmas que han orientado a la universidad desde sus inicios: “Una institución de educación superior diferente, que asume retos, que forma y que cuenta con un conjunto de personas que colaboran, me refiero a los profesores, autoridades, empleados y alumnos, un conjunto que está tratando de llevar la educación, hacia la respuesta a las necesidades colectivas planteadas, en especial la productividad.” Una vez constituida la fundación, el 30 de noviembre de 1976, presidida por Celis Pérez, comienza el proceso de recaudación de fondos. 
Se determinan tres tipos de condiciones, dependiendo de la naturaleza del aporte: miembro vitalicio, miembro fundador y miembro patrocinante. Comienza, también, la búsqueda de los terreros dónde establecer el campus universitario. Es entonces cuando surge la donación de un lote de terreno de 10 hectáreas en el pueblo de Guacara por parte de la Sucesión Branger Sagarzazu. Pero no todo se iba en la búsqueda de recursos materiales, también se constituyó un equipo que tendría como encargo el diseño educativo y curricular de la universidad, a la par que avanzaba el diseño pedagógico iban dándose los primeros trazos para el diseño arquitectónico del campus: un diseño llevaba al otro. 
Una vez establecido el proyecto de la universidad, la Fundación lo presenta ante el Consejo Nacional de Universidades y, luego de los análisis de rigor, el presidente de la República, Luis Herrera Campins, el 27 de septiembre de 1979 firma el decreto autorizando la creación de la Universidad Tecnológica del Centro. Sólo entonces se crea el Consejo Superior de la Universidad, integrado por personas representativas del mundo académico y empresarial. 
En 2007 la revista América Economía publica en su edición 346 las preferencias regionales a la hora de contratar ejecutivos, la UNITEC ocupa el puesto 50 entre todas las universidades de Latinoamérica
Las actividades académicas se inician en agosto de 1981, ofreciéndose las carreras de Ingeniería en Información y la Licenciatura en Ciencias Administrativas y Gerenciales y las Tecnicaturas en Logística y Procedimientos y Métodos.

### Programa Galileo
Junto a Fundayacucho, la universidad envió a los estudiantes más destacados (más de 600) a universidades estadounidenses y europeas entre 1990 y 1995 como parte del Programa Galileo.
César Peña Vigas, quien fue uno de sus creadores y rector de la universidad, mencionó:

Estos jóvenes se comunicarán con las élites de todos esos países con los cuales Venezuela habrá de relacionarse y  competir tanto interna como externamente, en el marco del nuevo escenario económico del país, y de las nuevas  condiciones que caracterizan a un mundo cambiante y lleno de sorpresas
Revista Ayacucho, año 1, N° 1, 1990, p. 23

## Pregrado
Ingeniería
- Ingeniería en Información
- Ingeniería de Redes y Comunicaciones
- Ingeniería de Producción Industrial
- Ingeniería Eléctrica
- Ingeniería Mecánica

Licenciatura
- Lic. Ciencias Administrativas y Gerenciales
- Lic. Contaduría Pública

Tecnicatura Superior Universitaria
- TSU en Informática
- TSU en Redes y Comunicaciones
- TSU en Producción Industrial
- TSU Logística
- TSU Mercadeo
- TSU Procedimientos y Métodos
- TSU Recursos Humanos
- TSU Electricista
- TSU en Mecánica

## Posgrado
Doctorado
- Doctorado en Ciencias de la Administración de Negocios

Maestría
- Maestría en Gerencia de Domótica e Inmótica
- Maestría en Gerencia, opción Gestión de la Información
- Maestría en Gerencia, opción Innovación y Gestión del Conocimiento
- Maestría en Gerencia, opción Finanzas
- Maestría en Gerencia, opción Calidad y Productividad
- Maestría en Gerencia, opción Logística
- Maestría en Gerencia, opción Mercadeo
- Maestría en Gerencia, opción Recursos Humanos

Especialización
- Especialización en Gerencia, opción Gestión de la Información
- Especialización en Gerencia, opción Innovación y Gestión del Conocimiento
- Especialización en Gerencia, opción Finanzas
- Especialización en Gerencia, opción Calidad y Productividad
- Especialización en Gerencia, opción Logística
- Especialización en Gerencia, opción Mercadeo
- Especialización en Gerencia, opción Recursos Humanos